# Justizkanzlei Büdingen
Die Justizkanzlei Büdingen war ein Gericht zweiter Instanz in den zunächst reichsunmittelbaren Landen der Fürsten und Grafen von Isenburg, dann in dem Rheinbundstaat Fürstentum Isenburg und ab 1816 in der Standesherrschaft Isenburg des Großherzogtums Hessen.

## Geschichte
Der Wiener Kongress löste den Rheinbundstaat Fürstentum Isenburg auf. Dessen Gebiet gelangte über einen kurzen Zwischenschritt 1816/17 an das Kurfürstentum Hessen und das Großherzogtum Hessen. Im Zuge dieser Mediatisierung blieben aber die Rechte der nunmehrigen Standesherren gegenüber ihren bisherigen Untertanen, auch hinsichtlich ihrer Befugnisse in der Rechtsprechung, ungeschmälert erhalten. Auch als Standesherren übten sie weiterhin die Rechtsprechung aus und das Großherzogtum musste dulden, dass sie dies auch in zweiter Instanz weiterhin taten. Dafür bestand allerdings die Bedingung, dass dort die gleichen Verfahren angewandt wurden, wie am Hofgericht, dem staatlichen Gericht zweiter Instanz. Dies geschah Seitens der Isenburger Standesherren mit zwei Justizkanzleien, der Justizkanzlei Büdingen (Großherzogtum Hessen) und der Justizkanzlei Meerholz (Kurfürstentum Hessen). Die Justizkanzlei Büdingen war als isenburgische Behörde mindestens seit dem 18. Jahrhundert etabliert.
Der Betrieb dieses „privat“ organisierten Gerichtswesens erwies sich einerseits für die Standesherren als dauerhafte wirtschaftliche Belastung. Auch eine „Arbeitsgemeinschaft“ mit dem Fürsten von Stolberg zum Betrieb der Justizkanzlei (offiziell: Großherzoglich Hessische, fürstlich und gräflich Isenburgische und gräflich Stolbergische Gesamt-Justiz-Kanzlei) half offenbar wenig. Andererseits war das Großherzogtum daran interessiert, in seinem Staatsgebiet das Rechtsprechungsmonopol zu erlangen. Im Zuge der beabsichtigten und dann 1821 durchgeführten Verwaltungs- und Justizreform im Großherzogtum Hessen verhandelte der Staat seit 1820 mit allen Standesherren über die Abgabe der von diesen betriebenen Gerichtsorganisationen an den Staat. 1823 wurde die Struktur der Gerichte in der Standesherrschaft der in den Dominiallanden (den Gebieten des Großherzogtums mit ausschließlicher Zuständigkeit des Staates in Verwaltung und Rechtsprechung) angeglichen. Dabei wurde aus den bestehenden Ämtern der Fürsten und Grafen von Isenburg die Rechtsprechung ausgegliedert und daraus die neuen erstinstanzlichen Landgerichte Büdingen und Offenbach gebildet. Zum 1. Januar 1827 verzichtete Isenburg dann zugunsten der staatlichen Rechtsprechung komplett auf eigene Rechtsprechung der ersten Instanz.
Schon zuvor aber, zum 1. Juli 1825, war die Justizkanzlei Büdingen aufgelöst worden. Dabei wurden deren Aufgaben für die Teile ihres Gerichtsbezirks, die in der Provinz Starkenburg lagen – das betraf vor allem das Landgericht Offenbach – an das Hofgericht Darmstadt übertragen, soweit der Gerichtsbezirk in der Provinz Oberhessen lag, also der Bezirk des Landgericht Büdingen, gingen die Aufgaben auf das Hofgericht Gießen über. Dabei wurde der letzte Direktor der Justizkanzlei Büdingen, Konrad Dietz, vom Staat übernommen und als stellvertretender Leiter des Hofgerichts Gießen, ebenfalls mit dem Titel eines Direktors, eingesetzt.

## Instanzielle Zuständigkeit
Der Justizkanzlei Büdingen nachgeordnet waren anfangs die isenburger Ämter in ihrer Funktion als Gerichte erster Instanz, denn Verwaltung und Rechtsprechung waren bis 1823 noch nicht getrennt. Staatlicherseits erfolgte die Trennung der Rechtsprechung von der Verwaltung im Großherzogtum 1821. Es dauerte dann noch zwei weitere Jahre, bevor der Staat und die Standesherrschaft sich darauf einigten, die Reform auch in den isenburgischen Landen durchzuführen und auch hier die erstinstanzliche Rechtsprechung der Ämter durch Landgerichte zu ersetzen.
Der Justizkanzlei Büdingen übergeordnet war als dritte Instanz das Hofgericht Gießen, das zweitinstanzliche, staatliche Gericht für die Provinz Oberhessen. In Im Bezirk der Justizkanzlei Büdingen wies der Instanzenzug für Rechtssuchende dadurch eine zusätzliche Instanz auf.

## Örtliche Zuständigkeit
Der Gerichtsbezirk der Justizkanzlei Büdingen erstreckte sich über:
| Amt bis 1821 (Stolberg) 1823 (Isenburg) | Landgericht ab 1821 (Stolberg) 1823 (Isenburg) | Provinz / Hofgericht nach 1825           | Standesherrschaft | Anmerkung                   |
| --------------------------------------- | ---------------------------------------------- | ---------------------------------------- | ----------------- | --------------------------- |
| Assenheim                               | Landgericht Büdingen                           | Provinz Oberhessen Hofgericht Gießen     | Isenburg          |                             |
| Büdingen                                | Landgericht Büdingen                           | Provinz Oberhessen Hofgericht Gießen     | Isenburg          |                             |
| Dreieichenhain                          | Landgericht Offenbach                          | Provinz Starkenburg Hofgericht Darmstadt | Isenburg          |                             |
| Gedern                                  | Landgericht Ortenberg                          | Provinz Oberhessen Hofgericht Gießen     | Stolberg          | zuvor: Justizkanzlei Gedern |
| Marienborn                              | Landgericht Büdingen                           | Provinz Oberhessen Hofgericht Gießen     | Isenburg          |                             |
| Mockstadt                               | Landgericht Büdingen                           | Provinz Oberhessen Hofgericht Gießen     | Isenburg          |                             |
| Offenbach                               | Landgericht Offenbach                          | Provinz Starkenburg Hofgericht Darmstadt | Isenburg          |                             |
| Ortenberg                               | Landgericht Ortenberg                          | Provinz Oberhessen Hofgericht Gießen     | Stolberg          | zuvor: Justizkanzlei Gedern |
| Philippseich                            | Landgericht Offenbach                          | Provinz Starkenburg Hofgericht Darmstadt | Isenburg          |                             |
| Wenings                                 | Landgericht Büdingen                           | Provinz Oberhessen Hofgericht Gießen     | Isenburg          |                             |

## Personal
- Konrad Dietz, Direktor bis 1825